# 고베 화물 터미널역
고베 화물 터미널역(일본어: 神戸貨物ターミナル駅, こうべかもつターミナルえき 코우베카모쓰타미나루에키[*])은 일본 효고현 고베시 스마구에 위치한 일본화물철도의 화물역이다. 산요 본선에 속한다. 영업 거리 상으로는 다카토리역과 동일 지점에 있지만 실제로는 다카토리역과 0.9km 정도 떨어져 있다.
가와사키 중공업 전용선이 있다.

## 개요
고베시의 한신·아와지 대지진 부흥 사업에 의한 재개발 사업에 수반해 2003년 12월 1일에 폐지된 고베 항역의 대체역이다. 고베 항역은 전신인 오노바마 역에서부터 통산하면 96년 간의 역사를 기록하지만, 도카이도 본선 나다역 동쪽의 히가시나다 신호장으로 본선과 분기된 화물선으로 연결된 것에 비해 고베 화물 터미널역은 하역장이 본선과 병행하게 설계되어 있어 도착 승강장으로 들어온 컨테이너가 적재를 끝내면 바로 출발이 가능한 착발선 하역 방식을 채용했기 때문에 컨테이너 수송에 필요한 시간을 단축시켜 마감 및 인도 시간을 크게 단축하는 등 편리성이 향상되었다.
고베 화물 터미널역이 설치된 구역은 쇼와 초기부터 화물 조차장으로서 정비된 일대에 고베시가선 고가화에 즈음하여 효고역의 화물취급설비는 지상에 남겨두었기 때문에 효고 ~ 다카토리 간의 간이 운전선으로 연결하여 효고 역, 아라카와역, 와다미사키역 등의 취급 화물을 다카토리 구내의 조차장까지 옮겨 여기서 입환 작업을 마치고 본선으로 송출하고 있었다. 그러나 화물 취급이 폐지되고 나서는 오로지 유치선으로만 이용하고 있었다.
운전사가 지참하고 있는 시각표에는 다카토리·'신타'(神タ)로 쓰여 있다.

### 취급 화물
- 컨테이너 화물
  - 12Ft 컨테이너, 20ft, 30ft 대형 컨테이너, 20ft, 40ft ISO 규격 해상 컨테이너를 취급한다. 이것은 일본화물철도가 취급하는 전 종류의 컨테이너다.
- 임시 차량 화물
- 산업 폐기물·특수 산업 폐기물의 취급 허가를 획득했다.

### 구조
- 컨테이너 하역장이 1면, 착발선 하역 방식을 채용한 착발 하역선이 2개, 착발선이 4개 있다.
- 영업 창구가 있는 일본화물철도 효고 영업 지점을 병설하였다.

## 역사
- 1987년 4월 1일 - 민영화에 의해 다카토리역은 서일본 여객철도와 일본화물철도의 소속이 된다.
- 2003년 12월 1일 - 고베 항역의 업무를 이관하는 형식으로 일본화물철도 다카토리 역을 정비해 고베 화물 터미널역으로 개칭.